# Hans Hugenholtz jr.
Hans Hugenholtz jr. (Haarlem, 10 juni 1950) is een Nederlandse autocoureur. Hij is de zoon van Hans Hugenholtz, de voormalig directeur van het Circuit Zandvoort.

## Erelijst
- Winnaar Nederlands Toerwagen Kampioenschap 1986,
- Winnaar European Historic GT Championship
- Zevenvoudig deelnemer aan de 24 uur van Le Mans
- Zevenvoudig winnaar Tour Auto